# 權寧一
權寧一（英語：Tyler Y Kwon，1980年6月9日—），韓裔美籍商人和企業家，為韓國Coridel娛樂行政總裁。

## 早期生涯
權寧一（Tyler Kwon）於1980年出生，畢業於美國密西根大學。韓裔美籍美國商人。在韓國投資娛樂公司Seoulcialite，也參與投資演唱會策劃、印刷包裝，並代理三星電子、DIAGEO、CJ活動；也經常於韓國藝人合作。例如：G-Dragon、李秉憲、金喜善、韓佳人、2PM、李敏英等眾韓國藝人。
2012年與香港藝人鍾欣桐交往十個月，於2013年5月分手隔年，以韓美跨國合作公司Coridel娛樂行政總裁身份與香港英皇娛樂合作。
2016年承認與前少女時代成員Jessica已交往3年。

## 外部連結
- 權寧一的Instagram帳戶 （英文） 